# Talucco
Talucco (Taluch in piemontese) è una frazione di Pinerolo situata nella Val Lemina.

## Geografia
La frazione è collocata nella parte alta della Val Lemina, nelle Alpi Cozie.
E distante 7,87 chilometri dal medesimo comune di Pinerolo di cui essa fa parte e sorge a 758 metri sul livello del mare.

## Storia
Al Talucco fin dall'VIII secolo era presente una cella monastica benedettina appartenente all'abbazia di Novalesa.

## Economia
La frazione è particolarmente rinomata per la produzione dei tomini, che hanno ottenuto la denominazione di Prodotto Agroalimentare Tradizionale.